# Lăpușnic
Lăpușnic – wieś w Rumunii, w okręgu Temesz, w gminie Bara. W 2011 roku liczyła 47 mieszkańców.